# Ballon d'Or
A Ballon d'Or (pronúncia em francês: [balɔ̃ dɔʁ] (escutarⓘ); lit.  "Bola de Ouro") é um prêmio de futebol criado pela revista francesa France Football, sendo entregue de forma independente, entre 1956 e 2009, e novamente a partir de 2016, após fim da parceria com a Federação Internacional de Futebol (FIFA). A honraria já foi conhecida mundialmente como "Futebolista Europeu do Ano", por razão de que, de 1956 a 1994, apenas europeus eram laureados.
Em julho de 2010, foi anunciada a unificação do prêmio com o de "Melhor Jogador do Mundo pela FIFA", sendo entregue pela primeira vez, em janeiro de 2011, e passando a ser chamado de "FIFA Ballon d'Or". O novo prêmio foi entregue ao melhor jogador do mundo de 2010 a 2015, quando a FIFA e a France Football romperam o acordo de fusão.
Desde 2016, a France Football voltou a realizar a entrega da Bola de Ouro autonomamente, enquanto a FIFA criou o "The Best FIFA Football Awards".
Devido às críticas recebidas, em 2021, ao eleger Lionel Messi como melhor jogador do mundo, decidiu-se alterar o modelo de escolha. Agora, ao invés de avaliar um ano corrido do calendário europeu, o prêmio terá como período de avaliação a temporada da Europa — de agosto a julho. Desta forma, a edição de 2022 foi atribuída ao melhor jogador da temporada 2021/22, de modo que a Copa do Mundo do Catar só valeu para a avaliação de 2023.
A lista de indicado aos prêmios também sofrerá alterações e não será feita apenas pelos jornalistas da France Football e L'Équipe. Haverá um aval do embaixador do prêmio, Didier Drogba, e dos jornalistas que, em 2021, mais perto estiveram do resultado final.

## História
O prémio é um dos três mais reconhecidos do mundo, junto com a eleição de Melhor Jogador do Ano da revista World Soccer e o prêmio da FIFA. É atribuído por jornalistas europeus de países diferentes. Foi a inspiração direta para a Bola de Prata criada pela revista Placar, por ideia de seu repórter francês Michel Laurence.
Até 1994, o prêmio era restrito aos europeus, naturais (nascidos na Europa ou em dependências ultramar de países europeus) ou naturalizados. Os naturais da Argentina Alfredo Di Stéfano (em 1957 e 1959) e Omar Sivori (em 1961) receberam a premiação antes disso, mas, respectivamente, como cidadão naturalizado espanhol e italiano. Eusébio nasceu em Moçambique, mas foi premiado, em 1965, como português natural (Moçambique declararia independência em 1975). 
O primeiro cidadão não europeu a ganhar a Ballon d'Or veio já em 1995, o liberiano George Weah. Porém, até 2006 o prêmio continuou a considerar apenas jogadores que atuavam na Europa, sendo que a partir da edição de 2007 passou-se a abranger jogadores de qualquer clube do mundo.

## Vencedores

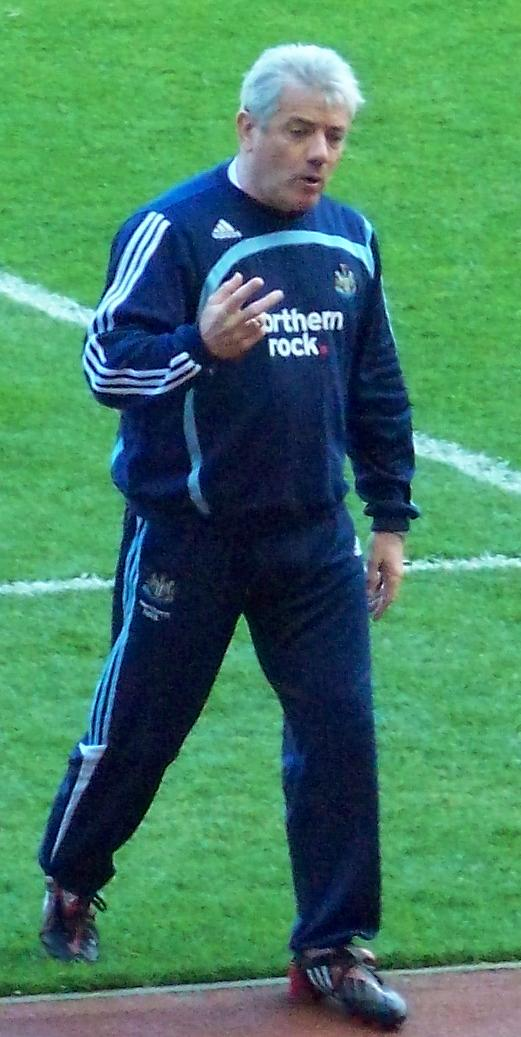
Kevin Keegan foi premiado em 1978 e 1979.

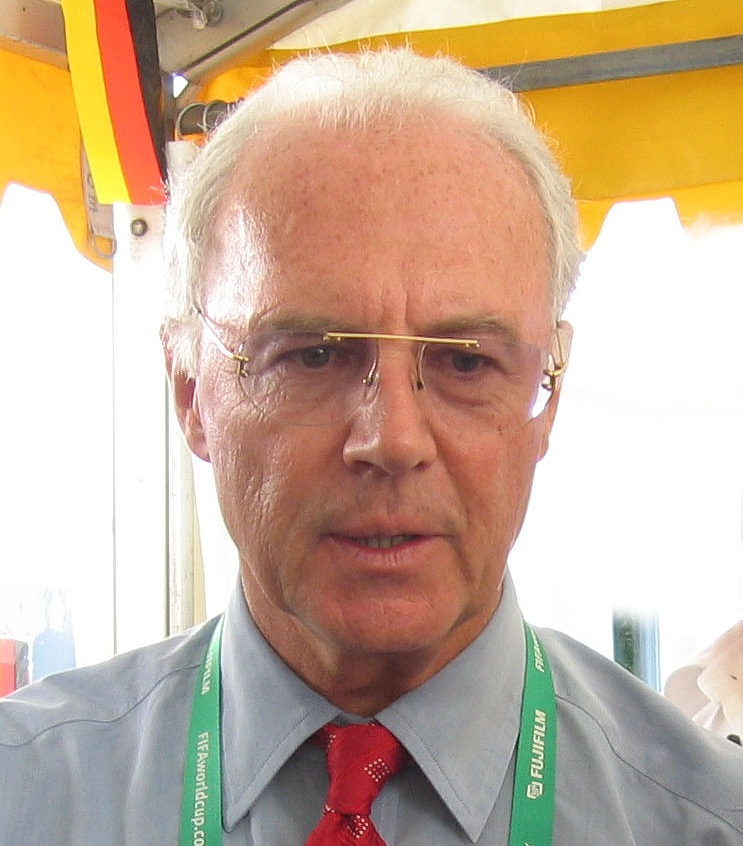
Franz Beckenbauer foi premiado em 1972 e 1976.

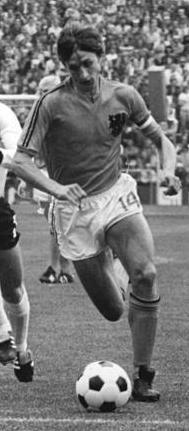
Johan Cruyff foi premiado como jogador e treinador.

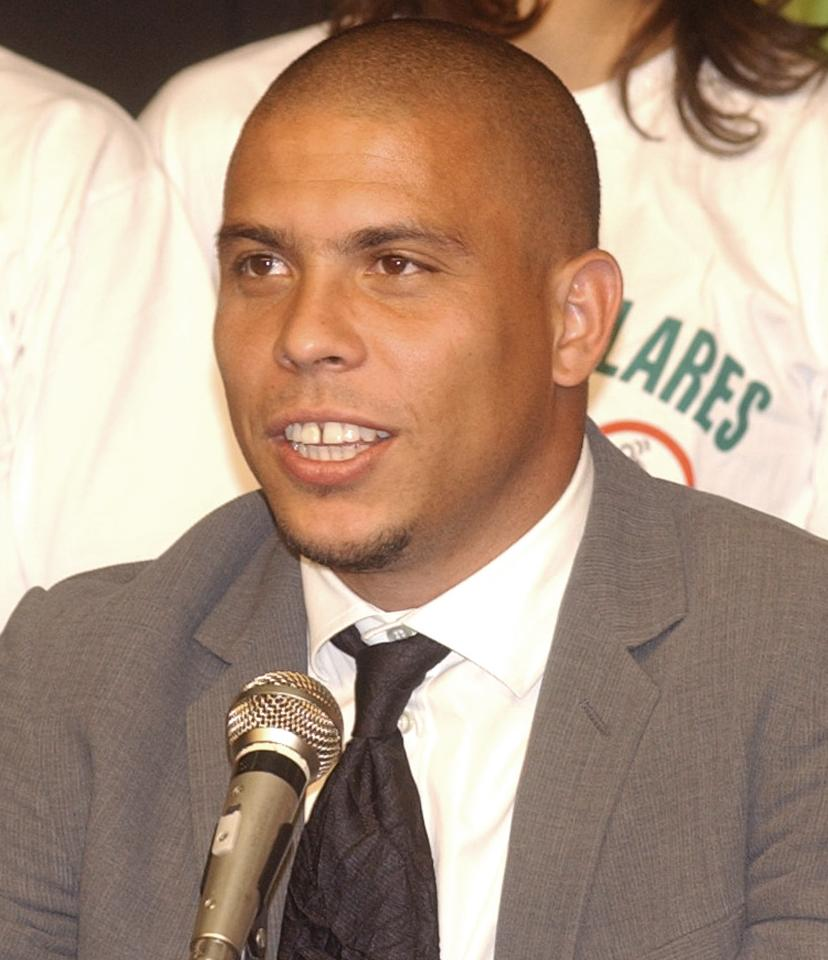
Ronaldo foi o mais jovem vencedor do prêmio, aos 20 anos, em 1997.

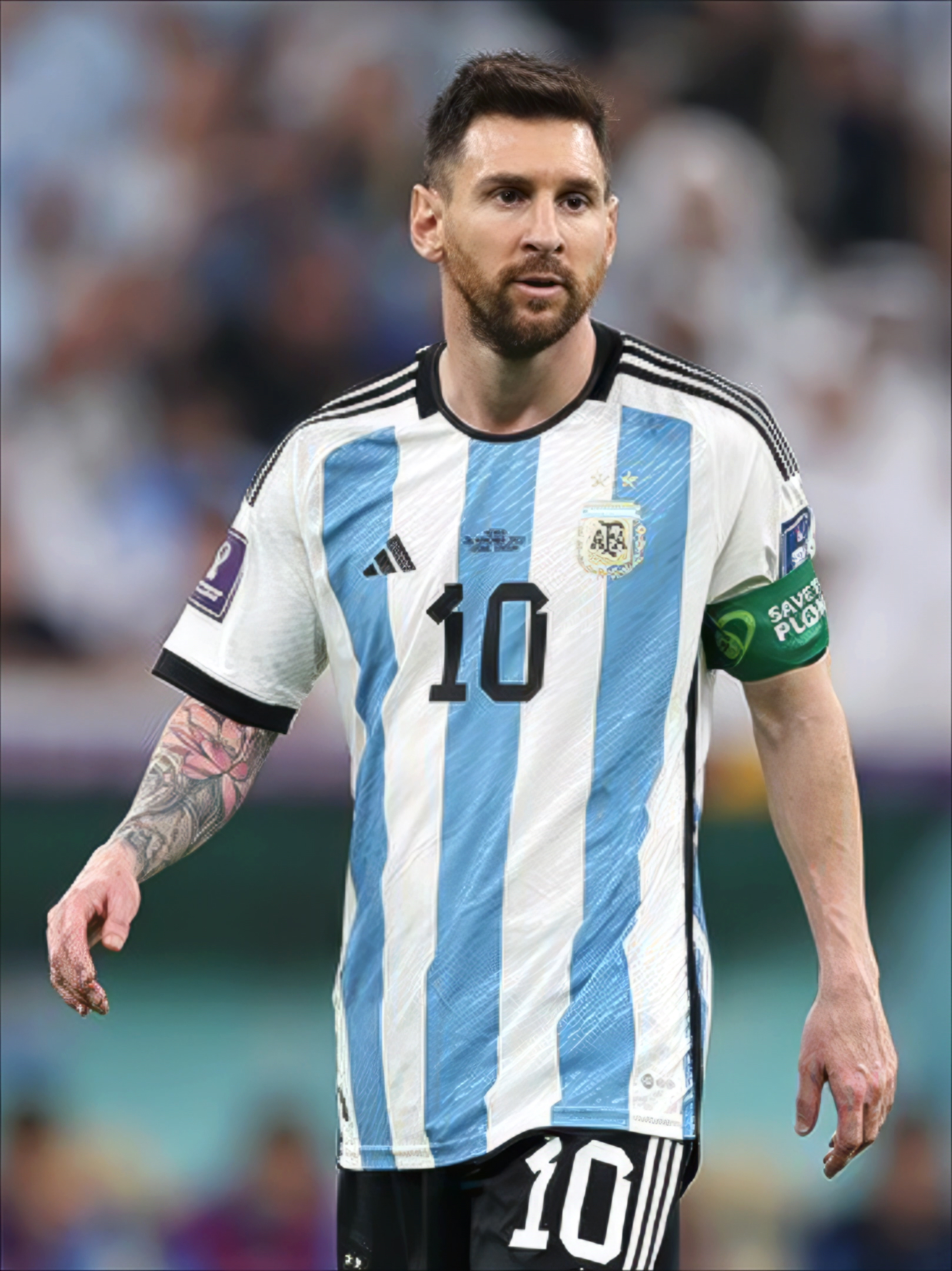
Lionel Messi é o maior vencedor do prêmio, tendo conquistado oito vezes.

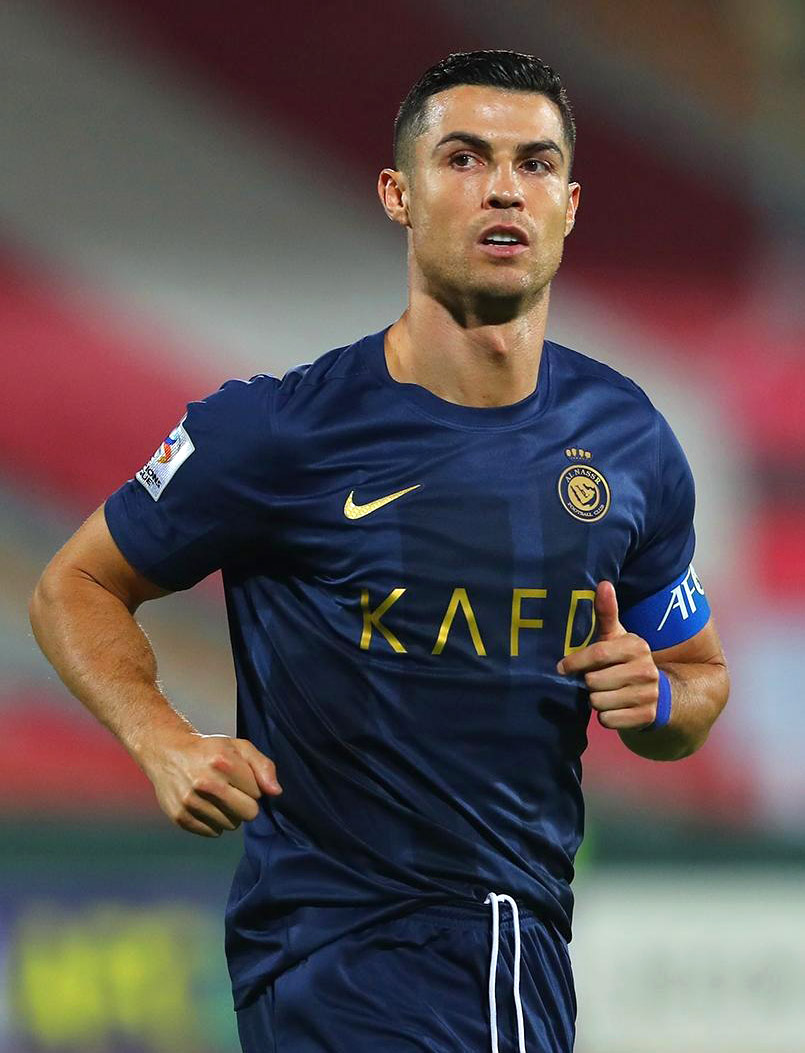
Cristiano Ronaldo é o jogador com mais indicações, ao todo 18.

Estes foram os vencedores por edição:
| Ano                                                                  | Jogador               | Clube                    |
| -------------------------------------------------------------------- | --------------------- | ------------------------ |
| 1956                                                                 | Stanley Matthews      | Blackpool                |
| 1957                                                                 | Alfredo Di Stéfano    | Real Madrid              |
| 1958                                                                 | Raymond Kopa          | Real Madrid              |
| 1959                                                                 | Alfredo Di Stéfano    | Real Madrid              |
| 1960                                                                 | Luis Suárez           | Barcelona                |
| 1961                                                                 | Omar Sivori           | Juventus                 |
| 1962                                                                 | Josef Masopust        | Dukla Praga              |
| 1963                                                                 | Lev Yashin            | Dínamo de Moscou         |
| 1964                                                                 | Denis Law             | Manchester United        |
| 1965                                                                 | Eusébio               | Benfica                  |
| 1966                                                                 | Bobby Charlton        | Manchester United        |
| 1967                                                                 | Flórián Albert        | Ferencváros              |
| 1968                                                                 | George Best           | Manchester United        |
| 1969                                                                 | Gianni Rivera         | Milan                    |
| 1970                                                                 | Gerd Müller           | Bayern de Munique        |
| 1971                                                                 | Johan Cruijff         | Ajax                     |
| 1972                                                                 | Franz Beckenbauer     | Bayern de Munique        |
| 1973                                                                 | Johan Cruijff         | Barcelona                |
| 1974                                                                 | Johan Cruijff         | Barcelona                |
| 1975                                                                 | Oleg Blokhin          | Dínamo de Kiev           |
| 1976                                                                 | Franz Beckenbauer     | Bayern de Munique        |
| 1977                                                                 | Allan Simonsen        | Borussia Mönchengladbach |
| 1978                                                                 | Kevin Keegan          | Hamburgo                 |
| 1979                                                                 | Kevin Keegan          | Hamburgo                 |
| 1980                                                                 | Karl-Heinz Rummenigge | Bayern de Munique        |
| 1981                                                                 | Karl-Heinz Rummenigge | Bayern de Munique        |
| 1982                                                                 | Paolo Rossi           | Juventus                 |
| 1983                                                                 | Michel Platini        | Juventus                 |
| 1984                                                                 | Michel Platini        | Juventus                 |
| 1985                                                                 | Michel Platini        | Juventus                 |
| 1986                                                                 | Igor Belanov          | Dínamo de Kiev           |
| 1987                                                                 | Ruud Gullit           | Milan                    |
| 1988                                                                 | Marco van Basten      | Milan                    |
| 1989                                                                 | Marco van Basten      | Milan                    |
| 1990                                                                 | Lothar Matthäus       | Internazionale           |
| 1991                                                                 | Jean-Pierre Papin     | Olympique de Marseille   |
| 1992                                                                 | Marco van Basten      | Milan                    |
| 1993                                                                 | Roberto Baggio        | Juventus                 |
| 1994                                                                 | Hristo Stoichkov      | Barcelona                |
| 1995                                                                 | George Weah           | Milan                    |
| 1996                                                                 | Matthias Sammer       | Borussia Dortmund        |
| 1997                                                                 | Ronaldo               | Internazionale           |
| 1998                                                                 | Zinédine Zidane       | Juventus                 |
| 1999                                                                 | Rivaldo               | Barcelona                |
| 2000                                                                 | Luís Figo             | Real Madrid              |
| 2001                                                                 | Michael Owen          | Liverpool                |
| 2002                                                                 | Ronaldo               | Real Madrid              |
| 2003                                                                 | Pavel Nedvěd          | Juventus                 |
| 2004                                                                 | Andriy Shevchenko     | Milan                    |
| 2005                                                                 | Ronaldinho            | Barcelona                |
| 2006                                                                 | Fabio Cannavaro       | Real Madrid              |
| 2007                                                                 | Kaká                  | Milan                    |
| 2008                                                                 | Cristiano Ronaldo     | Manchester United        |
| 2009                                                                 | Lionel Messi          | Barcelona                |
| FIFA Ballon d'Or (2010–2015)                                         |                       |                          |
| 2010                                                                 | Lionel Messi          | Barcelona                |
| 2011                                                                 | Lionel Messi          | Barcelona                |
| 2012                                                                 | Lionel Messi          | Barcelona                |
| 2013                                                                 | Cristiano Ronaldo     | Real Madrid              |
| 2014                                                                 | Cristiano Ronaldo     | Real Madrid              |
| 2015                                                                 | Lionel Messi          | Barcelona                |
| Ballon d'Or (2016–presente)                                          |                       |                          |
| 2016                                                                 | Cristiano Ronaldo     | Real Madrid              |
| 2017                                                                 | Cristiano Ronaldo     | Real Madrid              |
| 2018                                                                 | Luka Modrić           | Real Madrid              |
| 2019                                                                 | Lionel Messi          | Barcelona                |
| Em 2020, o prêmio não foi entregue em função da Pandemia de COVID-19 |                       |                          |
| 2021                                                                 | Lionel Messi          | Paris Saint-Germain      |
| 2022                                                                 | Karim Benzema         | Real Madrid              |
| 2023                                                                 | Lionel Messi          | Inter Miami              |
| 2024                                                                 | Rodri                 | Manchester City          |

### Por número
| Prêmios | Jogador               | Anos                                            |
| ------- | --------------------- | ----------------------------------------------- |
| 8       | Lionel Messi          | 2009, 2010, 2011, 2012, 2015, 2019, 2021 e 2023 |
| 5       | Cristiano Ronaldo     | 2008, 2013, 2014, 2016 e 2017                   |
| 3       | Johan Cruijff         | 1971, 1973 e 1974                               |
| 3       | Marco van Basten      | 1988, 1989 e 1992                               |
| 3       | Michel Platini        | 1983, 1984 e 1985                               |
| 2       | Alfredo Di Stéfano    | 1957 e 1959                                     |
| 2       | Franz Beckenbauer     | 1972 e 1976                                     |
| 2       | Karl-Heinz Rummenigge | 1980 e 1981                                     |
| 2       | Kevin Keegan          | 1978 e 1979                                     |
| 2       | Ronaldo               | 1997 e 2002                                     |

### Por país
| País             | Prêmios | Jogador(es) |
| ---------------- | ------- | ----------- |
| Argentina        | 8       | 1           |
| Alemanha         | 7       | 5           |
| França           | 7       | 5           |
| Países Baixos    | 7       | 3           |
| Portugal         | 7       | 3           |
| Brasil           | 5       | 4           |
| Inglaterra       | 5       | 4           |
| Itália           | 5       | 5           |
| Espanha          | 4       | 3           |
| União Soviética  | 3       | 3           |
| Bulgária         | 1       | 1           |
| Chéquia          | 1       | 1           |
| Croácia          | 1       | 1           |
| Dinamarca        | 1       | 1           |
| Escócia          | 1       | 1           |
| Hungria          | 1       | 1           |
| Irlanda do Norte | 1       | 1           |
| Libéria          | 1       | 1           |
| Tchecoslováquia  | 1       | 1           |
| Ucrânia          | 1       | 1           |

## Revisão
Em 2015, por razão da proximidade do aniversário de 60 anos da premiação, a France Football fez uma revisão dos 39 anos em que houve limitação aos europeus. Dozes edições ganharam um vencedor "alternativo", com destaque para Pelé (Santos): 1958, 1959, 1960, 1961, 1963, 1964 e 1970 (sete anos). Os demais sul-americanos lembrados foram Garrincha (1962; Botafogo), Mario Kempes (1978; Valencia), Diego Maradona (1986 e 1990; Napoli) e Romário (1994; Barcelona). A listagem honorária não retirou os prêmios originais.
| Ano  | Vencedor original  | Vencedor honorário |
| ---- | ------------------ | ------------------ |
| 1958 | Raymond Kopa       | Pelé               |
| 1959 | Alfredo Di Stéfano | Pelé               |
| 1960 | Luis Suárez        | Pelé               |
| 1961 | Omar Sívori        | Pelé               |
| 1962 | Josef Masopust     | Garrincha          |
| 1963 | Lev Yashin         | Pelé               |
| 1964 | Denis Law          | Pelé               |
| 1970 | Gerd Müller        | Pelé               |
| 1978 | Kevin Keegan       | Mario Kempes       |
| 1986 | Igor Belanov       | Diego Maradona     |
| 1990 | Lothar Matthäus    | Diego Maradona     |
| 1994 | Hristo Stoichkov   | Romário            |

## Prêmios adicionais
Um prêmio de honra, sob o nome de "Super Ballon d'Or", foi entregue a Alfredo Di Stéfano, em 1989, após ele ultrapassar Johan Cruijff e Michel Platini na votação da France Football.
Uma década depois, a revista elegeu Pelé como o "Jogador de Futebol do Século" após realizar uma consulta aos ex-vencedores da Ballon d'Or. Entre os 34 vencedores, apenas 30 votaram, Stanley Matthews, Omar Sivori e George Best se abstiveram e Lev Yashin já havia falecido. Cada eleitor recebeu cinco votos no valor de cinco pontos, entretanto, Di Stéfano escolheu apenas o primeiro lugar, Platini, o primeiro e o segundo colocado, e George Weah, dois jogadores na quinta colocação.
| Jogador            | Pontos | 1.º | 2.º | 3.º | 4.º | 5.º |
| ------------------ | ------ | --- | --- | --- | --- | --- |
| Pelé               | 122    | 17  | 5   | 4   | 2   | 1   |
| Diego Maradona     | 65     | 3   | 6   | 5   | 5   | 1   |
| Johan Cruyff       | 62     | 1   | 4   | 7   | 9   | 2   |
| Alfredo Di Stéfano | 44     | 4   | 5   | 3   | 1   | 1   |
| Michel Platini     | 40     | 1   | 3   | 1   | 3   | 6   |